# Cesare Emiliani
Cesare Emiliani (* 8. Dezember 1922 in Bologna; † 20. Juli 1995 in Palm Beach Gardens, Florida) war ein italo-amerikanischer Wissenschaftler. Er zählt zu den berühmtesten Geologen und Mikropaläontologen des 20. Jahrhunderts.

## Leben
Cesare Emiliani wurde in Bologna geboren. Seine Eltern waren Luigi und Maria (Manfredidi) Emiliani. Er studierte Geologie an der Universität von Bologna im Nachkriegs-Italien und erlangte die Doktorwürde im Bereich Geologie (Mikropaläontologie) ebenso in Bologna im Jahr 1945. Nach seinem Abschluss arbeitete er von 1946 bis 1948 als Mikropaläontologe an der Società Idrocarburi Nazionali in Florenz. Im Jahr 1948 nahm er das Rollin D. Salisbury Stipendium des Departments of Geology der University of Chicago an, wo er im Jahr 1950 im Fach Geologie (Isotopen-Paläoclimatologie) seinen zweiten Ph.D. erwarb. Von 1950 bis 1956 war er wissenschaftlicher Mitarbeiter in Harold Ureys Geochemie-Labor am Enrico Fermi Institute der Universität Chicago.
Im Jahr 1957 arbeitete Emiliani an Foraminiferen, wobei er besonders an den großen Klimawandel-Ereignissen interessiert war, von denen man wusste, dass sie während des Pleistozäns stattgefunden hatten. Er war sich sicher, dass in den winzigen Schalen, die sich im überall vorhandenen Schlamm auf dem Meeresboden befinden, wertvolle Hinweise finden lassen. Aus diesem Grund suchte er nach einem Arbeitsplatz, wo Schiffe und ausgebildetes Personal verfügbar waren, die ihm bei der Bergung von Bohrkernen von Tiefseesedimenten für seine Studien behilflich sein konnten. Ein Gespräch mit Walton Smith überzeugte Cesare, dass das Institute of Marine Science der University of Miami – die spätere Rosenstiel School of Marine and Atmospheric Sciences – der richtige Ort für seine Forschung sei; daraufhin zog er im selben Jahr dorthin. Im Jahr 1967 wurde er zum Vorsitzenden der Abteilung für Geologie und Geophysik des Instituts ernannt. Zu dieser Zeit baute er die Abteilung für Geowissenschaften am Haupt-Campus der University of Miami auf und blieb bis zu seinem Ausscheiden ihr Vorsitzender.
1995 starb er in Palm Beach Gardens, Florida.

## Werk
Emiliani gilt als der Begründer der Paläozeanographie und entwickelte die Sauerstoff-Isotopenstufe, die trotz zwischenzeitlicher Modifikation heute immer noch breite Anwendung findet.
Er etablierte in der Wissenschaft die Erkenntnis, dass die Eiszeiten der letzten 500.000 Jahre mit den Milanković-Zyklen verknüpft sind und stützte damit Milanković’ Hypothese, was die Geschichte der Ozeane und der Vereisungen revolutionierte. Er befürwortete auch das „LOCO-Projekt“ (LOCO=Long Cores) der U.S. National Science Foundation. Das Projekt war ein Erfolg und lieferte starke Hinweise, mit der die Geschichte der Ozeane rekonstruiert werden konnte und diente auch als Test der Hypothesen der Ozeanbodenspreizung und Plattentektonik.
In seinen späteren Jahren widmete er einer Kalenderreform einen großen Teil seiner Zeit, das auf dem Konzept des Holozän-Kalenders beruhte, um die BC-AD-Chronologie-Lücke zu schließen, die aus dem Fehlen eines Jahr null resultierte.

## Ehrungen und Auszeichnungen
Cesare Emiliani wurde durch die Benennung der Gattung Emiliania geehrt, zu der das Taxon Emiliania huxleyi gehört, das vormals Coccolithus zugeordnet war. Daneben wurde er im Jahr 1983 mit der Vega-Medaille der Schwedischen Gesellschaft für Anthropologie und Geographie und im Jahr 1989 mit der Alexander Agassiz Medal der National Academy of Sciences für seine Isotopenstudien an Foraminiferen des Plankton aus dem Pleistozän und Holozän geehrt.

## Verbreitete Arbeiten
- Planet Earth : Cosmology, Geology, & the Evolution of Life & the Environment. Cambridge University Press, 1992, ISBN 0-521-40949-7.
- The Scientific Companion : Exploring the Physical World with Facts, Figures, and Formulas. (= Wiley Popular Science). 2. Auflage. Wiley, 1995, ISBN 0-471-13324-8.
- Dictionary of Physical Sciences. Oxford University Press, 1993, ISBN 0-19-503652-2.

## Herausragende Arbeiten
- Depth habitats of some species of pelagic foraminifera as indicated by oxygen isotope ratios. In: American Journal of Science. 252, 1954, S. 149–158.
- Temperature of Pacific bottom waters and polar superficial waters during the Tertiary. In: Science. 119, 1954, S. 853–855.
- Oligocene and Miocene temperature of the equatorial and subtropical Atlantic Ocean. In: Journal of Geology. 64, 1956, S. 281–288.
- On paleotemperatures of Pacific bottom waters. In: Science. 123, 1956, S. 460–461.
- Temperature and age analysis of deepsea cores. In: Science. 125, 1957, S. 383–385.
- The temperature decrease of surface water in high latitudes and of abyssal-hadal water in open oceanic basins during the past 75 million years. In: Deep-Sea Research. 8, 1961, S. 144–147.
- Precipitous continental clopes and considerations on the transitional crust. In: Science. 147, 1965, S. 145–148.
- Isotopic paleotemperatures. In: Science. 154, 1966, S. 851–857.
- Paleotemperature analysis of Caribbean cores P6304-8 and P6304-9 and a generalized temperature curve for the past 425,000 years. In: Journal of Geology. 74, 1966, S. 109–124.
- The Pleistocene epoch and the evolution of man. In: Current Anthropology. 9, 1968, S. 27–47.
- Interglacials, high sea levels and the control of Greenland ice by the precession of the equinoxes. In: Science. 166, 1969, S. 1503–1504.
- A new paleontology. In: Micropaleontology. 15, 1969, S. 265–300.
- Pleistocene paleotemperatures. In: Science. 168, 1970, S. 822–825.
- The amplitude of Pleistocene climatic cycles at low latitudes and the isotopic composition of glacial ice. In: K. K. Turekian (Hrsg.): Late Cenozoic Glacial Ages. Yale University Press, New Haven, CO 1971, S. 183–197.
- Depth habitats and growth stages of pelagic formanifera. In: Science. 173, 1971, S. 1122–1124.
- Paleotemperature variations across the Plio-Pleistocene boundary at the type section. In: Science. 171, 1971, S. 600–602.
- The cause of the ice ages. In: Earth and Planetary Science Letters. 37, 1978, S. 347–354.
- A new global geology. In: C. Emiliani (Hrsg.): The Oceanic Lithosphere. The Sea. 8. Auflage. Vol. 7, Wiley Interscience, New York 1981, S. 1687–738.
- Extinctive evolution. In: Journal of Theoretical Biology. 97, 1982, S. 13–33.
- Dictionary of Physical Sciences. Oxford University Press, Oxford 1987.
- The Scientific Companion. Wiley, New York 1988.
- The new geology or the old role of the geological sciences in science education. In: Journal of Geological Education. 37, 1989, S. 327–331.
- Avogadro number and mole: a royal confusion. In: Journal of Geological Education. 39, 1991, S. 31–33.
- Planktic et al. In: Marine Micropaleontology. 18, 1991, S. 3.
- Planktic/planktonic, nektic/nektonic, benthic/benthonic. In: Journal of Paleontology. 65, 1991, S. 329.
- C. Emiliani, D. B. Ericson: The glacial/interglacial temperature range of the surface water of the ocean at low latitudes. In: H. P. Taylor, J. R. O’Neil, I. R. Kaplan (Hrsg.): Special Publication: Stable Isotope Geochemistry: A Tribute to Samuel Epstein. Geochemical Society, University Park, Pennsylvania 1991, S. 223–228.
- The Moon as a piece of Mercury. In: Geologische Rundschau. 81, 1992, S. 791–794.
- Planet Earth: Cosmology, Geology, and the Evolution of Life and Environment. Cambridge University Press, New York 1992.
- Pleistocene paleotemperatures. In: Science. 257, 1992, S. 1188–1189.
- Milankovitch theory verified; discussion. In: Nature. 364, 1993, S. 583.
- Calendar reform. In: Nature. 366, 1993, S. 716.
- Extinction and viruses. In: BioSystems. 31, 1993, S. 155–159.
- Paleoecological implications of Alaskan terrestrial vertebrate fauna in latest Cretaceous time at high paleolatitudes: Comment. In: Geology. 21, 1993, S. 1151–1152.
- Viral extinctions in deep-sea species. In: Nature. 366, 1993, S. 217–218.
- Redefinition of atomic mass unit, Avogadro constant, and mole. In: Geochimica et Cosmochimica Acta. 59, 1995, S. 1205–1206.
- Tropical paleotemperatures: discussion. In: Science. 268, 1995, S. 1264.
- C. Emiliani, G. Edwards: Tertiary ocean bottom temperatures. In: Nature. 171, 1953, S. 887–888.
- C. Emiliani, I. Elliott: Vatican confusion. In: Nature. 375, 1995, S. 530.
- C. Emiliani, S. Epstein: Temperature variations in the lower Pleistocene of Southern California. In: Journal of Geology. 61, 1953, S. 171–181.
- C. Emiliani, S. Gartner, B. Lidz: Neogene sedimentation on the Blake Plateau and the emergence of the Central American Isthmus. In: Palaeogeography, Palaeoclimatology, Palaeoecology. 11, 1972, S. 1–10.
- C. Emiliani, S. Gartner, B. Lidz, K. Eldridge, D. K. Elvey, P. C. Huang, J. J. Stipp, M. Swanson: Paleoclimatological analysis of late Quaternary cores from the northwestern Gulf of Mexico. In: Science. 189, 1975, S. 1083–1088.
- C. Emiliani, J. Geiss: On glaciations and their causes. In: Geologische Rundschau. 46, 1959, S. 576–601.
- C. Emiliani, C. G. Harrison, M. Swanson: Underground nuclear explosions and the control of earthquakes. In: Science. 165, 1969, S. 1255–1256.
- C. Emiliani, E. B. Kraus, E. M. Shoemaker: Sudden death at the end of the Mesozoic. In: Earth and Planetary Science Letters. 55, 1981, S. 327–334.
- C. Emiliani, T. Mayeda, R. Selli: Paleotemperature analysis of the Plio-Pleistocene section at le Castella, Calabria, southern Italy. In: Geological Society of America Bulletin. 72, 1961, S. 679–688.
- C. Emiliani, J. D. Milliman: Deep-sea sediments and their geological record. In: Earth Science Reviews. 1, 1966, S. 105–132.
- C. Emiliani, D. A. Price, J. Seipp: Is the Postglacial artificial? In: H. P. Taylor, J. R. O’Neil, I. R. Kaplan (Hrsg.): Special Publication: Stable Isotope Geochemistry: A Tribute to Samuel Epstein. Geochemical Society, University Park, Pennsylvania 1991, S. 229–231.
- C. Emiliani, N. J. Shackleton: The Brunhes Epoch: paleotemperature and geochronology. In: Science. 183, 1974, S. 511–514.